# Jerzy Paszkudzki
Jerzy Tadeusz Prot Paszkudzki (ur. 11 września 1885 w Tarnopolu, zm. 1940) – doktor praw, major dyplomowany intendent Wojska Polskiego, ofiara zbrodni katyńskiej.

## Życiorys
Urodził się 11 września 1885 w Tarnopolu. Był synem Mieczysława Paszkudzkiego herbu Zadora (właściciel dóbr, c. k. urzędnik) i Anieli Marii Dunin-Siemaszko (córka powstańca styczniowego Jana Dunina-Siemaszki, nauczycielka u hr. Stanisława Badeniego, delegatka Macierzy Szkolnej dla Księstwa Cieszyńskiego). Jego bratem był August Paszkudzki (ur. 1888, profesor gimnazjalny). 
Przed 1912 uzyskał stopień doktora praw. Podjął pracę w C. K. Uprzywilejowanym Galicyjskim Akcyjnym Banku Hipotecznym we Lwowie, w którego dziale korespondencji oddziału handlowego od około 1911 był praktykantem, a od około 1913 urzędnikiem.
W c. k. armii został mianowany akcesistą (kandydat) aprowizacji wojskowej w rezerwie z dniem 1 stycznia 1909  od około 1909 w kolejnych latach pokoju pozostawał w ewidencji wojskowej. Podczas I wojny światowej w 1915 był oficerem prowiantowym w obozie dla jeńców w Aschach an der Donau. W 1917 na stałe przebywał w Pécs (Fünfkirchen), a w lipcu tego roku przebywał w Karlsbadzie. Od 1913 do 1916 był zastępcą prezesa zarządu Towarzystwa Szkoły Handlowej we Lwowie.
Po odzyskaniu przez Polskę niepodległości został przyjęty do Wojska Polskiego. Został awansowany na stopień majora intendentury ze starszeństwem z dniem 1 czerwca 1919. Z ramienia intendentury był szefem magazynu VI armii na dworcu Czerniowieckim we Lwowie, gdzie 1 kwietnia 1921 wybuchł pożar. W 1923, był oficerem Okręgowego zakładu Intendentury we Lwowie. W 1924 był kierownikiem Kierownictwa Rejonu Intendentury Tarnopol. Z ramienia szefostwa intendentury prowadził kontrolę, w związku z którą w 1925 przed Wojskowym Sądem Okręgowym we Lwowie stanęli oskarżeni o nadużycia finansowe żołnierze Rejonowego Zakładu Żywnościowego w Złoczowie (m.in. mjr Anoni Geisler i ppłk Władysław Gabiel). W 1928 był kierownikiem Kierownictwa Rejonu Intendentury Lwów. Według stanu z 1934 jako major dyplomowany intendentury doktor był oficerem przeniesionym w stan spoczynku i pozostawał wówczas w ewidencji Powiatowej Komendy Uzupełnień Lwów Miasto.
Po wybuchu II wojny światowej, agresji ZSRR na Polskę z 17 września 1939 i nastaniu okupacji sowieckiej został aresztowany przez funkcjonariuszy NKWD we Lwowie 9/10 grudnia 1939. W 1940 został zamordowany w ramach zbrodni katyńskiej. Jego nazwisko znalazło się na tzw. Ukraińskiej Liście Katyńskiej opublikowanej w 1994 (został wymieniony na liście wywózkowej 55/4-15 oznaczony numerem 2244 i określony dosłownie jako Grigorij – stąd później przyjęto imię Grzegorz – Paszkutski). Ofiary tej części zbrodni katyńskiej zostały pochowane na otwartym w 2012 Polskim Cmentarzu Wojennym w Kijowie-Bykowni.
Był żonaty z Heleną, która podczas wojny została zesłana do ZSRR i pod koniec 1941 przebywała w rejonie Ajagöz w sowchozie Mynbułak, następnie w Semipałatyńsku.